# Francesco Maria Galli da Bibbiena
Francesco Maria Galli da Bibbiena (Bologna, 1720 – 26 novembre 1774) è stato un medico e anatomista italiano.
Nipote di Ferdinando Galli da Bibbiena e figlio di Francesco, studiò Grammatica e Retorica dai Gesuiti, Filosofia da Galeazzo Gusmani, Medicina da Jacopo Bartolomeo Beccari; si laureò in Filosofia e Medicina nel 1744, e divenne lettore di Anatomia dell'Università di Bologna nel 1765, nonché Accademico Benedettino.
Scrisse alcuni testi, tra cui uno in latino ed uno in italiano sui bachi da seta, e continuò, fino al giorno della sua morte, le misurazioni meteorologiche (pressione e temperatura) cominciate da Beccari.